# NGC 2431
NGC 2431 je galaksija u zviježđu Risu.

## Vanjske poveznice
- SEDS: NGC 2431